# 潘大觀
潘大观（?—?），字仲達，原籍長樂三溪，黃州（今屬湖北）吝安鎮人。北宋詩人。
祖父潘堂，父潘鯁是繪畫家，大觀與其兄潘大臨皆有詩名。呂本中作《江西詩社宗派圖》有錄其人，是江西詩派人物。呂本中主张，陈师道、潘大临、谢逸、洪刍、洪炎、洪删、饶节、僧祖可、徐俯、林敏修、汪革、李罅、韩驹、李彭、晁冲之、江端本、杨符、谢蓬、夏倪、林敏功、潘大观、何觊、王直方、僧善权、高荷，合25人通常认为这些诗人与黄庭坚是一脉相承的。